# Meat Loaf
Cet article concerne le chanteur. Pour le plat nommé meatloaf en anglais, voir pain de viande.
Meat Loaf (nom de scène, littéralement en français « pain de viande »), de son nom Michael Lee Aday, né Marvin Lee Aday le 27 septembre 1947 à Dallas (Texas) et mort le 20 janvier 2022 à Nashville (Tennessee), est un chanteur et un acteur américain.
Son album Bat Out of Hell sorti en 1977 est l'un des albums les plus vendus de tous les temps avec plus de 43 millions d'exemplaires écoulés à travers le monde. On y trouve notamment le titre Paradise by the Dashboard Light. Figurant dans la distribution de la comédie musicale de Broadway The Rocky Horror Show en 1973, il fait une apparition dans le film The Rocky Horror Picture Show (1975) en tant qu'Eddie.

## Biographie

### Débuts
Meat Loaf est le premier enfant d'Orvis Wesley Aday, policier, et Wilma Artie Hukel. Orvis était alcoolique et passait un temps important en virées de plusieurs jours dans les bars. Meat Loaf et sa mère écumaient les bars de Dallas à sa recherche pour le ramener à la maison. À cause de cette situation familiale, Meat Loaf a été en grande partie élevé par sa grand-mère.
Bien qu'il existe plusieurs explications à son nom de scène, selon le site web officiel de l'artiste, ce nom de « Meat » lui aurait été donné en premier par son père lorsqu'il avait deux ans. Ses copains d'école l'auraient par la suite transformé en Meat Loaf, respectant ainsi les initiales officielles de ses prénoms, M.L.
Son nom de scène pourrait aussi venir d'un professeur de sport de l'école où allait Marvin : alors qu'il avoisinait les 120 kilogrammes, il aurait marché, lors d'un cours, sur le pied de son prof. Ce dernier lui aurait crié : « Get off my foot, you meat loaf, you're going to cripple me ! » (« Dégage de mon pied, espèce de paquet de viande, tu vas m'estropier ! »)

#### Première carrière musicale
À Los Angeles, il forme son premier groupe de musique, le Meat Loaf Soul. Durant le premier enregistrement studio, sa puissance vocale est immédiatement remarquée et on lui offre trois contrats, qu'il décline. Meat Loaf Soul entame une série de premières parties dont celle de Van Morrison, dont une remarquée à la California State University, Northridge devant les groupes et artistes Renaissance, Taj Mahal et Janis Joplin. Le groupe change par la suite plusieurs fois de guitariste solo, et de nom :Popcorn Blizard et Floating Circus. En tant que Floating Circus, ils font la première partie de The Who, The Stooges, Grateful Dead et The Grease Band. Leur succès régional les conduit à enregistrer un premier single, Once Upon A Time avec le titre Hello en face B.

#### Hair
Après la séparation de Floating Circus, Meat Loaf fait un certain nombre de « petits boulots », dont garde du corps. Sans travail stable, c'est comme assistant de gérance de parking qu'il rencontre par hasard une personne qui l'incite à passer une audition pour la comédie musicale Hair. Meat Loaf est engagé pour le spectacle à Los Angeles puis de Detroit, Michigan pendant six mois.

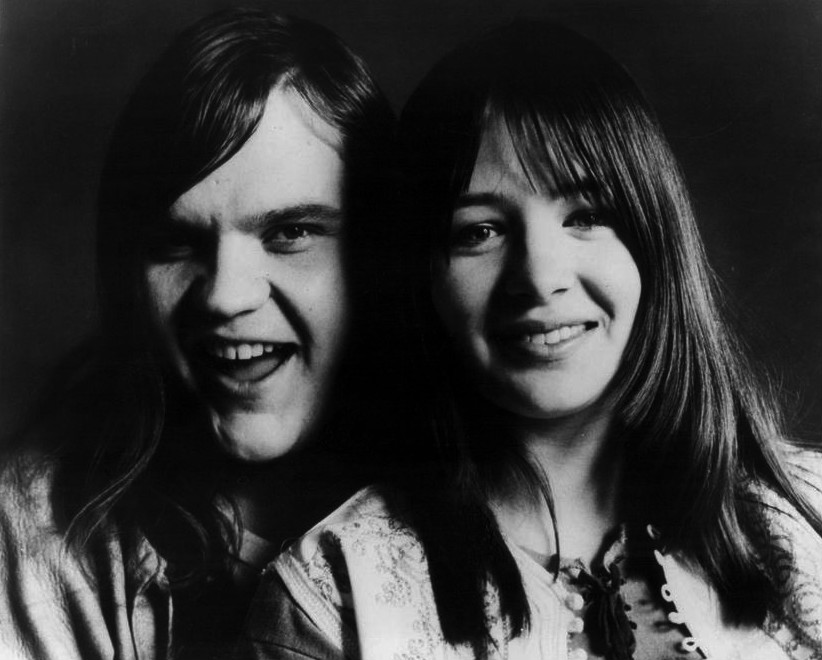
Meatloaf et Stoney en 1971.

Grâce à la publicité faite par Hair, Meat Loaf est invité à enregistrer pour la Motown qui lui suggère un duo avec Stoney Murphy, ce qu'il accepte. L'album, intitulé Stoney & Meatloaf (Meatloaf apparaît en un mot), est terminé en mai 1971 et mis dans les bacs en septembre de la même année. Pour assurer la promotion, Meat Loaf et Stoney partent en tournée avec Jake Wade and the Soul Searchers, Bob Seger, et Alice Cooper. Après la tournée, Meat Loaf rejoint la troupe de Hair à Broadway. Il engage alors un agent, et auditionne pour la production de More than you deserve. C'est au cours de cette audition qu'il rencontre un de ses principaux collaborateurs en la personne de Jim Steinman.

#### The Rocky Horror Picture Show
Durant l'hiver 1975, en revenant d'une séance de travail de la production Rainbow in New York à Washington, D.C., Meat Loaf reçoit un coup de fil lui proposant de participer au spectacle The Rocky Horror Show dans lequel il jouerait les rôles d'Eddie et du Dr. Scott. Le succès du spectacle conduit au tournage du film The Rocky Horror Picture Show dans lequel Meat Loaf ne joue plus que le rôle d'Eddie. La chanson Hot Patootie qu'il interprète dans le film fait parfois encore partie de ses spectacles live. À peu près à la même époque, Meat Loaf et Jim Steinman commencent à travailler à l'album Bat Out of Hell. Meat Loaf convainc Epic Records de tourner quatre clips, Bat Out of Hell, Paradise by the Dashboard Light, You Took the Words Right Out of my Mouth et Two Out of Three Ain't Bad. Il obtient ensuite de Lou Adler, le producteur du The Rocky Horror Picture Show, de prendre Paradise comme générique du film.

### Collaboration avec Jim Steinman
La collaboration de Meat Loaf avec l’auteur compositeur Jim Steinman, est un passage décisif dans la carrière du chanteur.

#### Bat Out of Hell
En 1973, Jim Steinman coécrit une comédie musicale, More Than You Deserve (1973). C’est à l’occasion de la mise en scène qu'il rencontre Meat Loaf et commence à collaborer avec lui. La chanson More Than You Deserve fera plus tard partie de l’album Dead Ringer. De 1975 à 1977, Steinman travaille sur une autre comédie musicale, Neverland, basée sur le livre de J. M. Barrie : Peter Pan. C’est en préparant le spectacle qu’il commence à tourner avec trois chansons de ce qui deviendra le plus gros succès de Meat Loaf. Il s’agit de Bat Out Of Hell, Heaven Can Wait et All Revved Up With No Place to Go. Les deux artistes ont alors beaucoup de mal à trouver une maison de disques. Pendant plus de deux ans les deux hommes vont passer de nombreuses auditions. La durée des chansons, à l’époque 20 minutes pour Bat Out Of Hell n’étant peut-être pas étrangère à ces difficultés. L’album finira par sortir en octobre 1977 et se vendra à plus de 40 millions d’exemplaires. Selon Meat Loaf, Steinman se considérerait comme Peter Pan, le chanteur lui tenant lieu de Fée Clochette. C’est d'ailleurs dès cette époque que le groupe jouant avec Meat Loaf prit le nom de « Neverland Express ».

#### Bat Out of Hell II
En 1990, après une série de disputes légales et financières durant les années 1980, les deux artistes reprennent leur collaboration. En 1993, sort Bat out of Hell II: Back into Hell. Jim Steinman est auteur/compositeur de la totalité de l’album qu’il produit et arrange avec l’aide de Steven Rinkoff. La chanson I'd Do Anything for Love (But I Won't Do That), avec la chanteuse Mrs Loud (en), sera à son tour un succès mondial. Elle reste à ce jour l’une des plus connues de l’artiste en France.

#### Bat out of Hell III: The Monster Is Loose

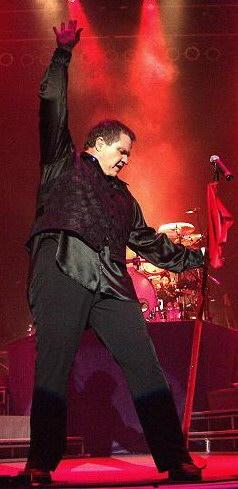
Meat Loaf en 2004.

En 2003, Meat Loaf annonce la reprise de sa collaboration avec Jim Steinman. Le contrat légal entre eux prendra plus d'une année à être mis en place et ne les satisfera ni l'un, ni l'autre. En 2006, les deux artistes vont jusqu’à s’attaquer mutuellement pour la propriété du titre Bat Out Of Hell. L’accord final donnera l'usage aux deux. Cependant, et pour des raisons obscures, les deux artistes ne travailleront pas ensemble sur la production de Bat Out Of Hell III, qui est assurée par Desmond Child. Finalement, l’album Bat Out of Hell III: The Monster Is Loose contient sept chansons de Jim Steinman, mais aucune n’est inédite. Son enregistrement sera difficile et long, mais aussi un mauvais souvenir pour Meat Loaf.
Bat out of Hell III est sorti en octobre 2006. Faute de réelle visibilité, la diffusion de cet album sera anecdotique en France.
Retourné en studio au mois de juin 2009, Meat Loaf sort Hang Cool Teddy Bear en avril 2010. Cet album est produit par Rob Cavallo et de nombreuses personnalités y contribuent tel que Brian May et Hugh Laurie. Patti Russo, sa choriste principale de 1993 à 2006, fait à nouveau partie de l'équipe.

### Vie privée et mort
Par sa liaison avec Leslie Edmonds, devenue par la suite Leslie Aday, il a une fille, la chanteuse Pearl Aday (née en 1975), qui est l'épouse de Scott Ian, le guitariste d'Anthrax.
Meat Loaf meurt dans la nuit du 20 au 21 janvier 2022 à l'âge de 74 ans, dans un hôpital de Nashville, à la suite de plusieurs jours d'hospitalisation, après avoir contracté la Covid-19. Il est incinéré et ses cendres sont remises à sa veuve.

## Filmographie

### Cinéma
- 1962 : La Foire aux illusions : le garçon dans les stands (non crédité)
- 1975 : The Rocky Horror Picture Show : Eddie
- 1979 : Americathon : Roy Budnitz
- 1979 : Scavenger Hunt : Scum
- 1980 : Roadie : Travis W. Redfish
- 1986 : Out of Bounds (en) de Richard Tuggle : Gil
- 1987 : The Squeeze : Titus
- 1991 : Motorama : Vern
- 1992 : Wayne's World : Tiny
- 1992 : The Gun in Betty Lou's Handbag : Lawrence
- 1992 : En toute bonne foi : Hoover
- 1997 : Spice World, le film : Dennis
- 1998 : Gunshy : Lew Collins
- 1998 : Les Puissants : Iggy
- 1998 : Black Dog : Red
- 1998 : Outside Ozona : Floyd Bibbs
- 1999 : La Tête dans le carton à chapeaux : le shérif John Doggett
- 1999 : Fight Club : Robert 'Bob' Paulsen
- 2001 : Face to Face : le chauffeur
- 2001 : Rustin : le coach Trellingsby
- 2001 : Focus : Fred
- 2001 : Le 51e État : le Lézard
- 2002 : Salton Sea : Bo
- 2002 : Wishcraft : l'inspecteur Sparky Shaw
- 2003 : Learning Curves : Timmons
- 2004 : A Hole in One : Billy
- 2005 : Extreme Dating : Marshall Jackson
- 2005 : BloodRayne : Leonid
- 2006 : The Pleasure Drivers : Dale
- 2006 : Tenacious D et le Médiator du destin : le père de JB
- 2010 : Beautiful Boy : le gérant du motel
- 2014 : Stage Fright : Roger McCall
- 2014 : Wishin' and Hopin' : Monseigneur Muldoon

### Télévision

#### Séries télévisées
- 1985 : Equalizer : Sugar Fly Simon (saison 1 épisode 10)
- 1992 : Les Contes de la crypte : Chumley (saison 4 épisode 6)
- 1997 : Nash Bridges : Charlie Pep (saison 2 épisode 22)
- 2002 : John Doe : Digger (épisode pilote)
- 2006 : Les Maîtres de l'horreur : Jake Feldman (saison 2 épisode 6)
- 2009 : Monk : le révérend Hadley Jorgensen (saison 8 épisode 7)
- 2009 : Dr House : Eddie (saison 5 épisode 20)
- 2010 : Glee : Barry Jeffries (saison 2 épisode 5)
- 2012 : Facing Kate : Charles McKay (saison 2 épisode 9)
- 2015 : Elementary : le producteur Hermann Wolf (saison 5 épisode 17)
- 2017 : Ghost Wars : Doug Rennie

#### Téléfilms
- 2000 : Blacktop (en) : Jack
- 2001 : La Ballade de Lucy Whipple : Amos
- 2009 : L'Amour aux deux visages : le détective Morris

## Discographie

### Albums studio
- 1971 : Stoney & Meatloaf
- 1977 : Bat Out of Hell
- 1981 : Dead Ringer
- 1983 : Midnight at the Lost and Found
- 1984 : Bad Attitude
- 1986 : Blind Before I Stop
- 1993 : Bat Out of Hell II: Back Into Hell
- 1995 : Welcome to the Neighbourhood
- 2003 : Couldn't Have Said It Better
- 2006 : Bat Out of Hell III: The Monster Is Loose
- 2010 : Hang Cool Teddy Bear
- 2012 : Hell in a Handbasket
- 2016 : Braver Than We Are

### Albums live
- 1987 : Live at Wembley
- 1996 : Live Around the World
- 2004 : Bat Out of Hell: Live with the Melbourne Symphony Orchestra
- 2006 : Bat out of Hell live
- 2012 : Guilty Pleasure Tour

### Compilations
- 1992 : Meat Loaf and Friends (compilation)
- 1999 : Hits Out of Hell (en) (compilation)
- 2005 : The Very Best of Meat Loaf (en) (compilation)

### Autres participations
- 1976 : chanteur sur cinq chansons de l'album Free-for-All de Ted Nugent
- 1986 : Rocky Horror Picture Show, musical
- 1994 : The Glory of Gershwin (artistes variés)